# إلما نابير
إلما نابير (بالإنجليزية: Elma Napier)‏ (1892 - 1973 في دومينيكا)؛ مؤرخة وروائية دومينيكية.